# Grönlandium
| ❮ | System        | Serie      | Stufe              | ≈ Alter (mya) |
| - | ------------- | ---------- | ------------------ | ------------- |
| ❮ | Q u a r t ä r | Holozän    | Meghalayum         | 0 ⬍ 0,004     |
| ❮ | Q u a r t ä r | Holozän    | Nordgrippium       | 0,004 ⬍ 0,008 |
| ❮ | Q u a r t ä r | Holozän    | Grönlandium        | 0,008 ⬍ 0,012 |
| ❮ | Q u a r t ä r | Pleistozän | Tarantium          | 0,012 ⬍ 0,126 |
| ❮ | Q u a r t ä r | Pleistozän | Ionium (Chibanium) | 0,126 ⬍ 0,781 |
| ❮ | Q u a r t ä r | Pleistozän | Calabrium          | 0,781 ⬍ 1,806 |
| ❮ | Q u a r t ä r | Pleistozän | Gelasium           | 1,806 ⬍ 2,588 |
| ❮ | früher        | früher     | früher             | älter         |

Das Grönlandium bzw. Greenlandium ist die früheste Stufe des Holozäns. Es beginnt 11.650 BP und endet 8.276 BP, in der Nähe der Misox-Schwankung. Es wurde im Juni 2018, zusammen mit den darauffolgenden Stufen, Northgrippium und Meghalayum, von der ICS offiziell eingeführt. Die untere Grenze des grönländischen Zeitalters ist die GSSP-Probe aus dem Bohrprojekt NorthGRIP in Zentralgrönland (NorthGRIP2 Kern in 192,45 m Tiefe, 75.1000°N 42.3200°W). Das grönländische GSSP wurde mit dem Ende der Jüngeren Dryaszeit und einer „Verschiebung der Deuteriumüberschusswerte“ korreliert.